# Daria Kórobova
Daria Kórobova –en ruso, Дарья Коробова– (7 de febrero de 1989) es una deportista rusa que compitió en natación sincronizada.
Participó en los Juegos Olímpicos de Londres 2012, obteniendo una medalla de oro en la prueba de equipo. Ganó ocho medallas de oro en el Campeonato Mundial de Natación entre los años 2009 y 2013, y tres medallas de oro en el Campeonato Europeo de Natación, en los años 2010 y 2014.

## Palmarés internacional
| Juegos Olímpicos   | Juegos Olímpicos      | Juegos Olímpicos | Juegos Olímpicos  |
| Año                | Lugar                 | Medalla          | Prueba            |
| ------------------ | --------------------- | ---------------- | ----------------- |
| 2012               | Londres (Reino Unido) | Medalla de oro   | Equipo            |
| Campeonato Mundial |                       |                  |                   |
| Año                | Lugar                 | Medalla          | Prueba            |
| 2009               | Roma (Italia)         | Medalla de oro   | Equipo técnico    |
| 2009               | Roma (Italia)         | Medalla de oro   | Equipo libre      |
| 2011               | Shanghái (China)      | Medalla de oro   | Equipo técnico    |
| 2011               | Shanghái (China)      | Medalla de oro   | Equipo libre      |
| 2011               | Shanghái (China)      | Medalla de oro   | Combinación libre |
| 2013               | Barcelona (España)    | Medalla de oro   | Equipo técnico    |
| 2013               | Barcelona (España)    | Medalla de oro   | Equipo libre      |
| 2013               | Barcelona (España)    | Medalla de oro   | Combinación libre |
| Campeonato Europeo |                       |                  |                   |
| Año                | Lugar                 | Medalla          | Prueba            |
| 2010               | Budapest (Hungría)    | Medalla de oro   | Equipo            |
| 2010               | Budapest (Hungría)    | Medalla de oro   | Combinación libre |
| 2014               | Berlín (Alemania)     | Medalla de oro   | Dúo               |